# Wietstock (Ludwigsfelde)
Wietstock è una frazione della città tedesca di Ludwigsfelde, nel Brandeburgo.

Conta (2007) 265 abitanti.

## Storia
Wietstock fu nominata per la prima volta nel 1378.

Costituì un comune autonomo fino al 31 dicembre 1997.